# Gabrius tirolensis
Gabrius tirolensis är en skalbaggsart som först beskrevs av Luze 1903.  Gabrius tirolensis ingår i släktet Gabrius, och familjen kortvingar. Arten är reproducerande i Sverige.